# Pornokrates
Pornokrates, též Pornokratès, jinak též Dáma s prasetem (fr. La dame au cochon), je obraz, který je považován za nejznámější dílo belgického malíře, litografa a karikaturisty Féliciena Ropse. Originál, který Rops vytvořil v roce 1878, je uložen v Musée provincial Félicien Rops v Namuru, existují i grafické reprodukce (některé kolorované) v LACMA, Národním muzeu západního umění v Tokiu a Rijksmuseu v Amsterdamu.
Kolorovaná kresba oslavuje moc a vládu prostitutek. Žena na obraze je nahá, na hlavě má černý klobouk s chocholem per, který ji zakrývá i oči, kolem pasu stuhu, dlouhé tmavé rukavice, černé střevíce a punčochy zdobené barevnými květy a mašličkami v azurové modři, což jen zdůrazňuje její vyzývavou nahotu. Stojí na antickém vlysu, na pozadí tmavomodrého nebe s hvězdami. Na vlysu Rops namaloval schoulené postavy, duchy malířství, hudby a poezie ponořené v hluboké beznaději, vyjadřujíc tím nadvládu ženy nad tradičními alegoriemi umění. Žena má postoj bohyně, kráčí vítězně až nestydatě se zavázanýma očima po mramorovém pódiu a na vodítku vede vepře se zlatým ocasem jako symbol smyslnosti a hříchu. Od ní se vzdalují lkající tři amorci, oplakávající její nezájem. Ropsovy vlastní zápisky popisují historii vzniku této kresby: „Vytvořil jsem to za čtyři dny v saténově modrém salonu, v přetopeném apartmá, plném různých vůní, kde mi brambořík a myrha dodávali mírnou blahodárnou zimnici, která mi napomáhala k produkci a dokonce i k reprodukci.“ Dílo bylo vystaveno v roce 1886 na Salonu XX v Bruselu, přestože sám Rops s vystavením nesouhlasil. Podle jeho názoru Pornokrates byl v té době již překonaným motivem, který neodpovídal jeho současné tvorbě.

## Interpretace
Obraz zobrazuje pornokrata, tedy ženského vládce pornokracie (tj. vlastně vlády prostitutek). Pojem pornokracie poprvé použil Caesar Baronius jako označení temného období období papežství v 10. století. Rops obrazem reagoval na antifeministické dílo La Pornocratie ou les femmes dans les temps modernes, které napsal a roku 1875 vydal Pierre-Joseph Proudhon.